# Palmistichus elaeisis
Palmistichus elaeisis är en stekelart som beskrevs av Gérard Delvare och Lasalle 1993. Palmistichus elaeisis ingår i släktet Palmistichus och familjen finglanssteklar.
Artens utbredningsområde är:
- Colombia.
- Costa Rica.
- Ecuador.
- Panama.

Inga underarter finns listade i Catalogue of Life.